# Adolfo Schwelm-Cruz

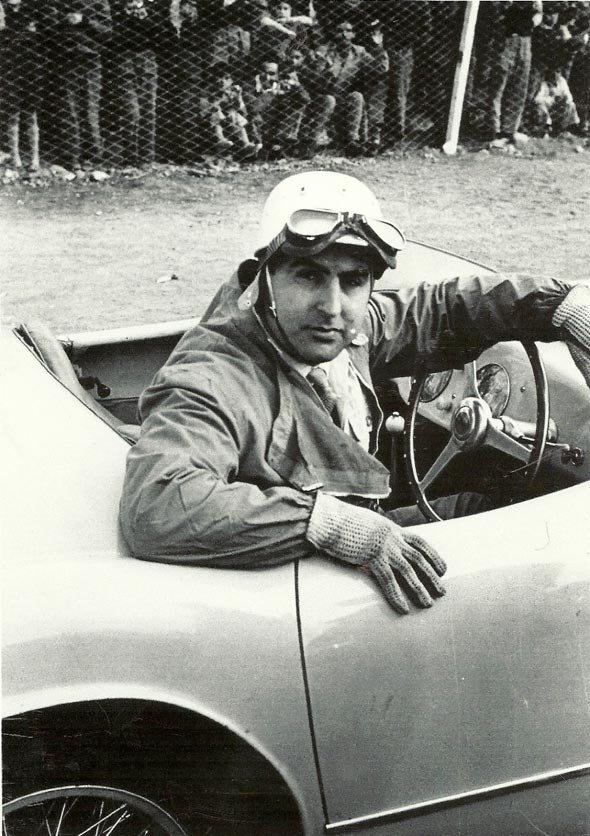
Adolfo Schwelm-Cruz in 1952.

Adolfo Carlos Julio Schwelm-Cruz (Buenos Aires, 28 juni 1923 - aldaar, 10 februari 2012) was een autocoureur uit Argentinië. 

## Loopbaan
Schwelm-Cruz nam deel aan zijn thuisrace, de Grand Prix Formule 1 van Argentinië 1953 voor het team Cooper, maar scoorde hierin geen punten.